# Iwan Aboimow
Iwan Pawłowicz Aboimow ros. Ива́н Па́влович Абои́мов (ur. 6 listopada 1936, zm. 24 sierpnia 2022) – radziecki i rosyjski dyplomata.
Członek KPZR. W 1959 ukończył Lipawski Instytut Pedagogiczny, a w 1972 Wyższą Szkołę Dyplomatyczną MSZ ZSRR. Od 1962 pracował w organizacjach komsomolskich i partyjnych Łotwy. Od 1972 w służbie dyplomatycznej, był 1 sekretarzem, a następnie radcą poselstwa radzieckiego na Węgrzech. Od 1979 pracował w centralnym aparacie MSZ ZSRR, w latach 1986–1988 był szefem Zarządu Kadr MSZ. W latach 1988–1990 był zastępcą ministra spraw zagranicznych ZSRR . W latach 1989–1990 był sekretarzem generalnym Układu Warszawskiego. Odznaczony m.in. Orderem Czerwonego Sztandaru Pracy.